# Gare de Soissons
La gare de Soissons est une gare ferroviaire française de la ligne de La Plaine à Hirson et Anor (frontière), située sur le territoire de la commune de Soissons, dans le département de l'Aisne, en région Hauts-de-France.
Elle est mise en service en 1862 par la Compagnie des chemins de fer des Ardennes. C'est une gare de la Société nationale des chemins de fer français (SNCF), desservie par des trains TER Hauts-de-France.

## Situation ferroviaire
Établie à 55 m d'altitude, la gare de Soissons est située au point kilométrique (PK) 104,329 de la ligne de La Plaine à Hirson et Anor (frontière), entre les gares ouvertes de Vierzy et de Crouy. C'est une ancienne gare de bifurcation, origine de la ligne de Soissons à Givet (un tronçon déclassé la sépare de la partie ouverte de la ligne) et aboutissement de la ligne de Rochy-Condé à Soissons (partiellement déclassée).
Elle est équipée de deux quais : le quai « 1 » dispose d'une longueur utile de 348 m pour la voie « 1 » et le quai « 2 » d'une longueur utile de 414 m pour la voie « 2 ».

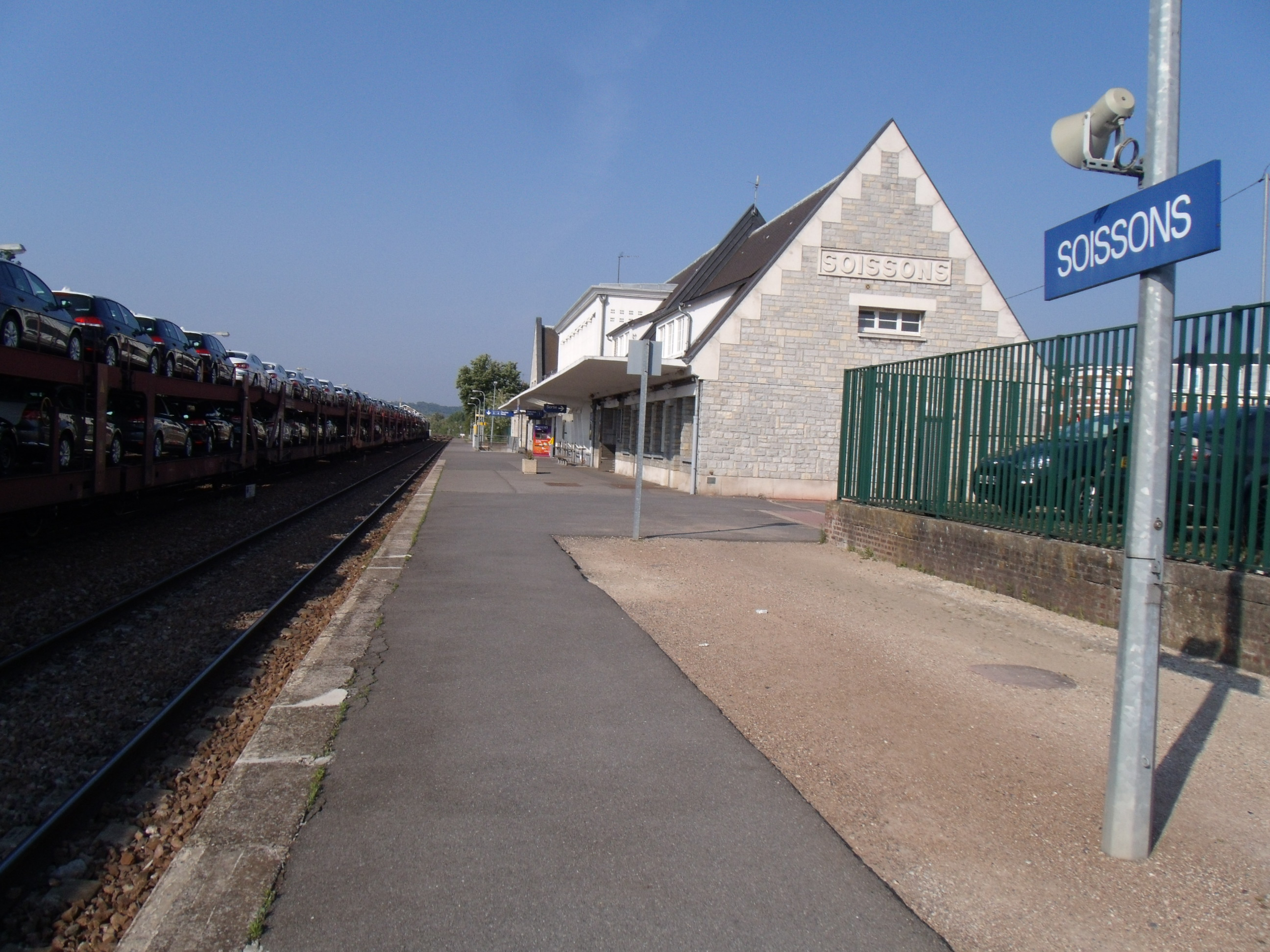
Le quai 1 et le bâtiment voyageurs.

## Histoire

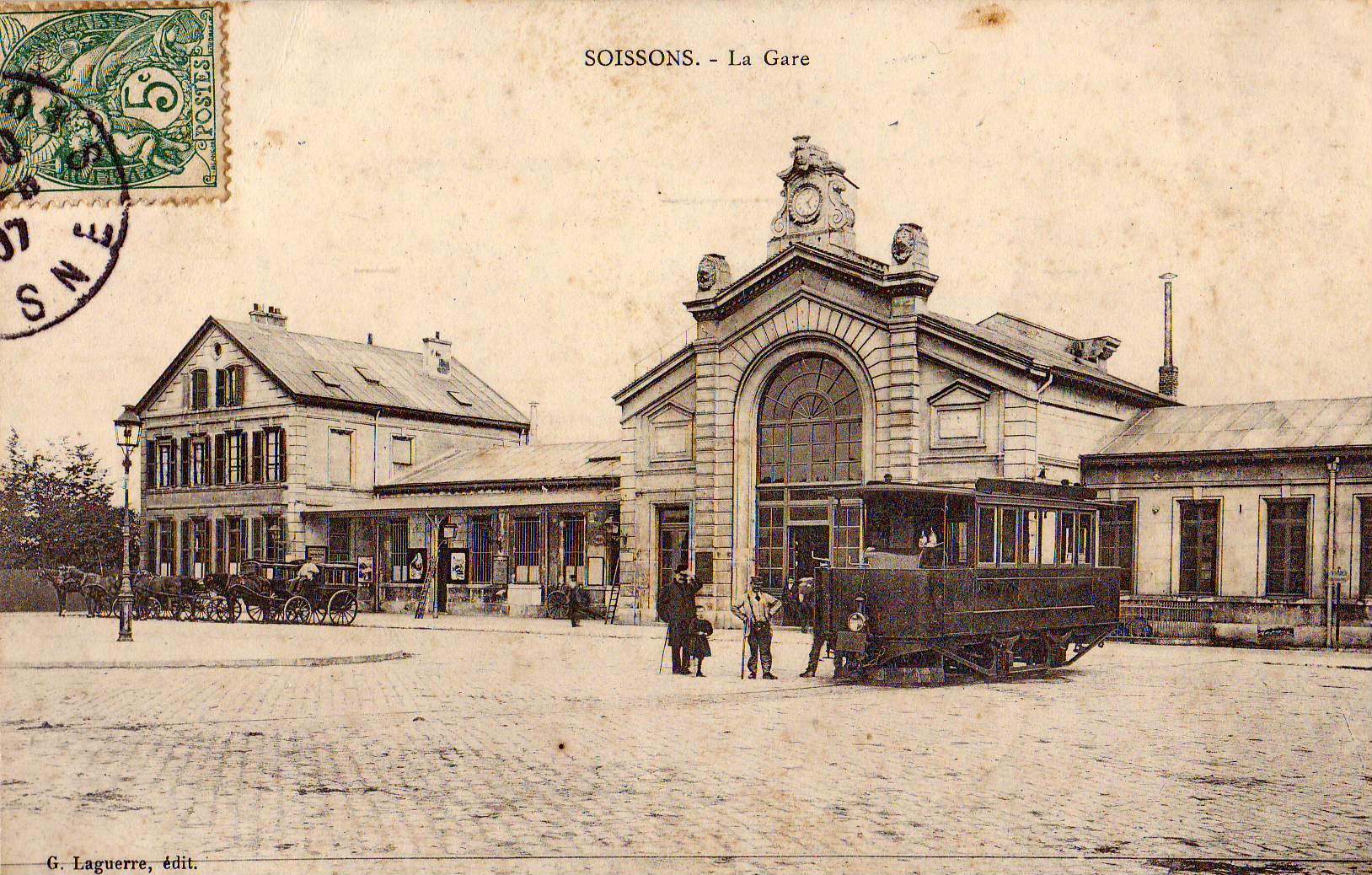
La gare de Soissons, vers 1907. La ville était alors desservie par un tramway, qui circula de 1907 à 1948

La Compagnie des chemins de fer des Ardennes met en service la gare de Soissons le 16 avril 1862, lorsqu'elle ouvre la section de Reims à Soissons. La Compagnie des chemins de fer du Nord met en service le 2 juin 1862, la section de Villers-Cotterêts à Soissons.
Soissons était autrefois reliée à Compiègne et à Reims par Fismes. Des lignes secondaires partaient de Soissons pour Oulchy - Breny, Vic, Coucy, Cormicy et Guignicourt par Berry-au-Bac.
La gare comporte un petit monument en mémoire de résistants fusillés en 1944, à la suite d'une tentative d'évasion d'un train de déportation.
Le bâtiment voyageurs détruit pendant la Seconde Guerre mondiale est reconstruit au début des années 1960 et achevé en 1964.

## Fréquentation
De 2015 à 2023, selon les estimations de la SNCF, la fréquentation annuelle de la gare s'élève aux nombres indiqués dans le tableau ci-dessous.
| Année                      | 2015    | 2016    | 2017    | 2018    | 2019    | 2020    | 2021    | 2022    | 2023    |
| -------------------------- | ------- | ------- | ------- | ------- | ------- | ------- | ------- | ------- | ------- |
| Voyageurs                  | 645 202 | 613 671 | 627 537 | 568 101 | 604 594 | 418 188 | 503 079 | 603 362 | 643 245 |
| Voyageurs et non voyageurs | 777 352 | 739 363 | 756 069 | 684 459 | 728 427 | 503 841 | 606 119 | 726 943 | 774 994 |

## Service des voyageurs

### Accueil
Gare SNCF, elle dispose d'un bâtiment voyageurs, avec guichets, ouvert tous les jours. Elle est équipée d'automates pour l'achat de titres de transport. Gare Accès Plus, elle propose des aménagements, des équipements et des services pour les personnes à mobilité réduite.
Un souterrain permet le passage d'un quai à l'autre.

### Desserte
Soissons est desservie par des trains TER Hauts-de-France, express et omnibus, qui effectuent des missions entre les gares : de Crépy-en-Valois et de Laon ; de Paris-Nord et de Laon.

### Intermodalité
Un parking pour les véhicules y est aménagé. La gare est desservie par :
- les lignes régulières 1, 4, 5, 7, 8, 9, 10, 11, 14 et la Navette Cœur de Ville, les lignes de transport à la demande TAD 1, TAD 2, TAD 3, TAD 8 et TAD 9, et par les lignes de transport scolaire Scol'TUS N2 et N3 du réseau de bus TUS ;
- les lignes 505, 506, 509, 510, 511, 512, 533, 534, 540, 544, 552, 553, 554 et 555 du réseau interurbain de l'Aisne ;
- et par les lignes 650 et 652 du réseau interurbain de l'Oise.